# زهرا إشراقي
زهرا إشراغي (بالفارسية: زهرا اشراقي) (من مواليد 1964)، ناشطة إيرانية ومسؤولة حكومية سابقة في مجال الشؤون النسوية وحقوق الإنسان.

## حياتها
ولدت زهرا إشراغي في عام 1964. وهي حفيدة روح الله الخميني. وهي خريجة فلسفة.
عام 1983، تزوجت زهرا من محمد رضا خاتمي، الرئيس السابق لجبهة المشاركة، الحزب الإصلاحي الرئيسي في إيران، الشقيق الأصغر للرئيس السابق محمد خاتمي. أنجبت ابنة وابن هما فاطمة وعلي.

## أفكارها
لم تكن زهرا إشراقي ترغب أن يكون ارتداء غطاء الرأس إلزامياً. فهي تؤمن أن «دستورنا لا يزال ينص على أن الرجل هو المسؤول والمرأة هي الزوجة المخلصة التي تضحي بنفسها لأجل الأسرة. لمن المجتمع هنا تغيّر، خاصة في السنوات العشر الأخيرة. لو كان جدّي موجوداً، أنا متأكدة من أنه سيكون لديه أفكار مختلفة جداً.»
كما صرّحت «إن الدستور الذي أقرّه جدي ينص على أن رئاسة الدولة منصب يقتصر على الرجال... نوّد تغيير صياغة الدستور من» رجل«إلى» أي شخص«. لكن التمييز هنا لا يقتصر على الدستور فقط. كامرأة، إذا أردت الحصول على جواز سفر لمغادرة البلاد، أو إجراء عملية جراحية، أو حتى التنفّس تقريباً، يجب أن أحصل على إذنٍ من زوجي.»

## انتقادات
طالت الانتقادات زهرا إشراقي عام 2010، وذلك لدعمها مرشح الرئاسة مهدي كروبي وكانت داعمة للتحرك الأخضر الإيراني.